# Paddviktjärnen
Paddviktjärnen är en sjö i Malung-Sälens kommun i Dalarna och ingår i Dalälvens huvudavrinningsområde. Sjön har en area på 0,106 kvadratkilometer och ligger 446,1 meter över havet.

## Delavrinningsområde
Paddviktjärnen ingår i det delavrinningsområde (681147-136218) som SMHI kallar för Mynnar i Horrmunden. Medelhöjden är 449 meter över havet och ytan är 5,17 kvadratkilometer. Räknas de 3 avrinningsområdena uppströms in blir den ackumulerade arean 15,36 kvadratkilometer. Kesjöån som avvattnar avrinningsområdet har biflödesordning 4, vilket innebär att vattnet flödar genom totalt 4 vattendrag innan det når havet efter 480 kilometer. Avrinningsområdet består mestadels av skog (61 procent) och sankmarker (32 procent). Avrinningsområdet har 0,28 kvadratkilometer vattenytor vilket ger det en sjöprocent på 5,4 procent.